# Interdevotjka
Interdevotjka (russisk: Интердевочка) er en sovjetisk spillefilm fra 1989 af Pjotr Todorovskij.

## Medvirkende
- Jelena Jakovleva som Tanja Zajtseva
- Tomas Laustiola som Edvard Larsen
- Larisa Malevannaja som Alla Sergejevna Zajtseva
- Anastasija Nemoljaeva som Ljalja
- Ingeborga Dapkūnaitė som Kisulja